# Società Sportiva Roma Vis Nova Pallanuoto
La Roma Vis Nova Pallanuoto è un club pallanuotistico italiano di Roma.

## Storia
L'attuale società è nata formalmente nel 2007-08 dalle ceneri dell'Unione Vis Nova Pallanuoto, proseguendo il lavoro dello storico club romano, fondato nel 1979, che dopo aver vinto il campionato di Serie C nel 1994 e quello di Serie B nel 2004 aveva partecipato alla Serie A2. L'Unione Vis Nova Pallanuoto è stata la prima società romana a partecipare al campionato nazionale di pallanuoto femminile, raggiungendo il terzo posto nel 1985. La prima squadra maschile, dopo aver vinto nel 2014 il campionato di Serie A2, ha militato per due anni in Serie A1 prima di scendere nuovamente in Serie A2. Dal 2015 la prima squadra femminile è stata nuovamente ricostituita ed è iscritta al campionato nazionale di Serie A2. Nella stagione 2022-2023 la squadra maschile vince i playoff e torna in Serie A1; contemporaneamente la squadra femminile retrocede in Serie B, per poi risalire di categoria nella stagione successiva.

## Simboli
I colori sociali del club sono il giallo e il rosso; nel simbolo è rimasto il leone della US Vis Nova, scelto per dare un senso di continuità con la vecchia società, al quale ne è stato affiancato un secondo per sottolineare il senso e la forza del gruppo, caratteristiche alla base di questa nuova realtà sportiva.

### Rosa 2025-2026
| N° |                        | Ruolo | Giocatore           |
| -- | ---------------------- | ----- | ------------------- |
|    | Italia (bandiera)      | P     | Vincenzo Correggia  |
|    | Italia (bandiera)      | P     | Federico Giovannini |
|    | Italia (bandiera)      | P     | Federico Castrucci  |
|    | Italia (bandiera)      | D     | Andrea Poli         |
|    | Italia (bandiera)      | D     | Mattia Antonucci    |
|    | Stati Uniti (bandiera) | D     | Quinn Woodhead      |
|    | Italia (bandiera)      | D     | Andrea Grossi       |
|    | Italia (bandiera)      | D     | Rocco Di Rosa       |
|    | Croazia (bandiera)     | A     | Jerko Penava        |
|    | Serbia (bandiera)      | A     | Petar Smiljevic     |

| N° |                    | Ruolo | Giocatore                |
| -- | ------------------ | ----- | ------------------------ |
|    | Italia (bandiera)  | A     | Alessandro Salipante     |
|    | Croazia (bandiera) | CB    | Ante Viskovic            |
|    | Italia (bandiera)  | CB    | Alessandro Agnolet       |
|    | Italia (bandiera)  | CB    | Francesco Maffei         |
|    | Italia (bandiera)  | CV    | Matteo Giorgio Di Corato |
|    | Italia (bandiera)  | CV    | Piergiorgio Cicchetti    |
|    | Italia (bandiera)  | CB    | Matteo Spione            |
|    | Italia (bandiera)  |       | Maurizio Maffei          |
|    | Serbia (bandiera)  |       | Andrin Mihajlo           |

| Allenatore: | Alessandro Calcaterra |

## Palmares

### Trofei nazionali
- Trofeo del Giocatore: 2

2006, 2022

### Trofei giovanili
- Campionato italiano Under-18 A: 1

2022
- Campionato italiano Allievi: 2

2006, 2024
- Campionato italiano Under-16: 1

2022
- Campionato italiano Ragazzi: 1

2004